# Juan Valdivieso
Juan Valdivieso Padilla (Lima, 6 maggio 1910 – Lima, 2 maggio 2007) è stato un calciatore peruviano.

## Carriera

### Giocatore
In carriera, Valdivieso giocò per l'Alianza Lima dal 1921 al 1941. Fu anche portiere del Perù con il quale disputò il Mondiale 1930 dove incassò tre gol nel match contro la Romania. Giocò anche le Olimpiadi del 1936 a Berlino in cui disputò due gare con Austria e Finlandia. Inoltre, fu selezionato per la Copa América 1939 vinta proprio dal Perù.

### Allenatore
Dopo il ritiro, Valdivieso divenne allenatore di varie squadre peruviane e della stessa Nazionale peruviana. Come allenatore ottenne buoni risultati infatti vinse due campionati peruviani.

## Palmarès

### Giocatore

#### Club
- Campionato peruviano: 5

Alianza Lima: 1927, 1928, 1931, 1932, 1933

#### Nazionale
- Copa America: 1

1939

### Allenatore
- Campionato peruviano: 2

Deportivo Municipal: 1943, 1950